# Guillaume Fichet

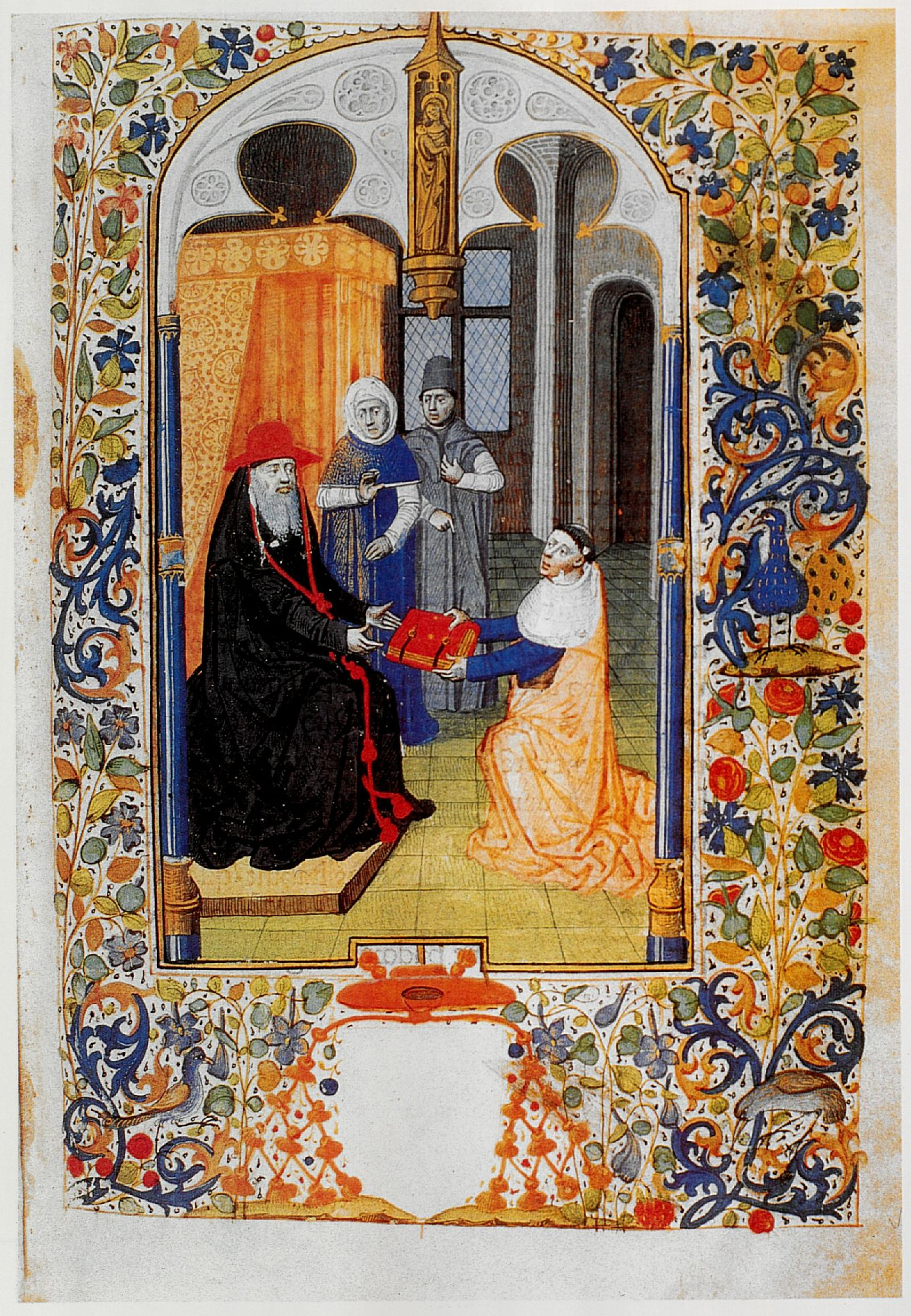
Guillaume Fichet (rechts) überreicht Kardinal Bessarion seine 1471 in Paris gedruckte Rhetorik. Buchmalerei im Widmungsexemplar der Inkunabel, Venedig, Biblioteca Nazionale Marciana, Membr. 53, fol. 1r

Guillaume Fichet (* 16. September 1433 in Le Petit-Bornand-les-Glières, Savoyen; † um 1480 in Rom) war ein französischer Theologe und Humanist.
Guillaume Fichet wurde 1461 Prior der Sorbonne in Paris. Im Jahr 1467 wurde er Rektor, 1470 Professor für Rhetorik und Universitätsbibliothekar. Zusammen mit Johannes Heynlin errichtete er 1470 die erste Druckerpresse in Frankreich. Fichet war Botschafter von Ludwig XI., später Kammerherr von Papst Sixtus IV.